# Hyposmocoma albocinerea
Hyposmocoma albocinerea — вид молі. Ендемік гавайського роду Hyposmocoma.

## Поширення
Зустрічається на острові Кауаї.

## Синоніми
- Aphthonetus albocinerea